# Markus Eggenhofer
Markus Eggenhofer (* 11. Dezember 1987 in Radstadt) ist ein ehemaliger österreichischer Skispringer.

## Werdegang

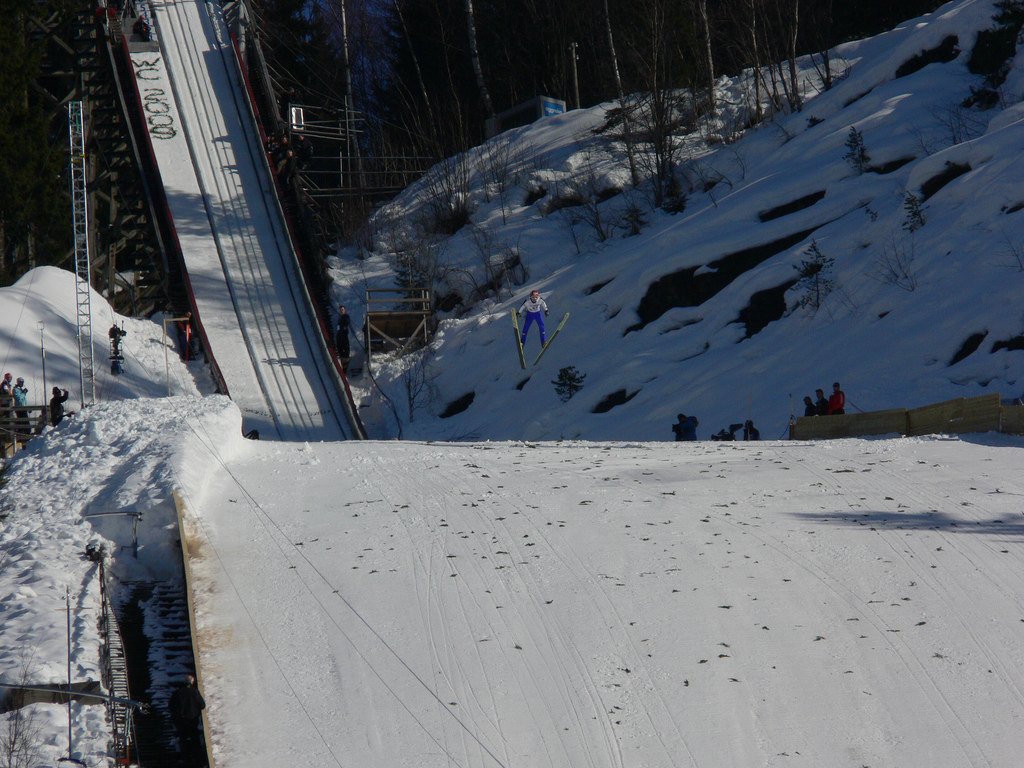
Markus Eggenhofer in Vikersund

Der 1,82 m große Österreicher tritt seit Sommer 1999 für den SC Bischofshofen an. Er besuchte das Skigymnasium in Stams und gehörte zwei Jahre zum ÖSV-B-Kader. In der Saison 2007/08 gewann er drei FIS-Cup-Wettbewerbe, zwei davon in Bischofshofen und einen in Vancouver. Mehrere zusätzliche Podestplätze brachten ihm den ersten Platz in der FIS-Cup-Gesamtwertung ein. Im Continental Cup erreichte er im September 2008 mit einem zweiten und einem dritten Platz in Lillehammer seine ersten Podestplätze. Der erste Sieg folgte am 21. September 2008 in Villach.
Sein Debüt im Skisprung-Weltcup feierte er am 29. November 2008 erfolgreich in Kuusamo als 25., danach gehörte er vorübergehend zum A-Kader der österreichischen Skispringer. Beim Weltcup-Springen am 20. Dezember 2008 landete er in Engelberg auf dem achten Platz, was seine bisher beste Weltcupplatzierung darstellt. Seinen weitesten Sprung landete er im März 2009 in Planica bei 196,5 m. Am 7. Februar 2009 feierte er mit dem österreichischen Team in Willingen seinen ersten Weltcupsieg. In jenem Jahr nahm er auch zum ersten Mal an der Nordischen Ski-WM teil, der Austragungsort war Liberec.
Sein bisher letztes Weltcupspringen bestritt Eggenhofer am 6. Januar 2010 in Bischofshofen im Rahmen der Vierschanzentournee 2009/10. Seither springt er vorwiegend im zweitklassigen Continental-Cup.
Markus Eggenhofer wurde unter anderem von Hannes Wenninger und Alexander Pointner trainiert.
Eggenhofer hat ein Sportmarketingdiplom und ist staatlich geprüfter Spezialtrainer im Bereich Sprunglauf. 2019 wurde er Stützpunkttrainer der Nordischen Kombinierer am Skigymnasium Saalfelden.

## Erfolge

### Weltcupsiege im Team
| Nr. | Datum           | Ort       | Typ         |
| --- | --------------- | --------- | ----------- |
| 1.  | 7. Februar 2009 | Willingen | Großschanze |

### Weltcup-Platzierungen
| Saison  | Platz | Punkte |
| ------- | ----- | ------ |
| 2008/09 | 27.   | 232    |

### Continental-Cup-Siege im Einzel
| Nr. | Datum              | Ort     | Typ           |
| --- | ------------------ | ------- | ------------- |
| 1.  | 21. September 2008 | Villach | Normalschanze |